# A Múmia (1932)
The Mummy (prt/bra: A Múmia) é um filme estadunidense de 1932, dos gêneros terror e fantasia, dirigido por Karl Freund.
É o primeiro filme de uma longa linhagem de múmias do cinema. Boris Karloff interpreta um sacerdote do Antigo Egito ressuscitado acidentalmente por uma expedição arqueológica que, com o nome de Adarth Bey (anagrama em inglês para "Death by Ra" - Morte por Rá), ronda o Cairo em busca da reencarnação de sua antiga amada, a princesa Anck-Su-Namun. É o primeiro filme da franquia de filmes A Múmia.

## Enredo
Um sacerdote do Antigo Egito, de nome Imhotep, volta dos mortos 3.700 anos após ter sido executado e procura reencontrar seu amor, cuja alma está encarnada numa jovem.

## Elenco
- Boris Karloff .... Imhotep / Ardeth Bey
- Zita Johann .... Helen Grosvenor
- David Manners .... Frank Whemple
- Arthur Byron .... Sir Joseph Whemple
- Edward Van Sloan .... Dr. Mullen
- Bramwell Fletcher .... Ralph Norton
- Kathryn Byron .... Frau Mullen
- Leonard Mudie .... Prof. Pearson
- James Crane .... Faraó
- Eddie Kane .... Dr. LeBarron
- Henry Victor .... Guerreiro Saxão
- Noble Johnson